# N4-Methylcytosin
N4-Methylcytosin ist eine heterocyclische organische Verbindung mit einem Pyrimidingrundgerüst. Es ist ein Derivat der Nukleinbase Cytosin, welches an der Aminogruppe methyliert ist. Es kommt als Bestandteil des Nukleosids N4-Methylcytidin (m4C) in der RNA vor, ferner in bakterieller DNA.
Die dimethylierte Variante ist das N4,N4-Dimethylcytosin.